# منتخب الأرجنتين تحت 20 سنة لاتحاد الرغبي
منتخب الأرجنتين الوطني لاتحاد الرغبي تحت 20 سنة (بالإسبانية: Selección juvenil de rugby de Argentina)‏ هو ممثل الأرجنتين الرسمي في المنافسات الدولية في اتحاد الرغبي .

## وصلات خارجية
- الموقع الرسمي